# Budismo inicial
O termo Budismo inicial pode referir-se:
- ao Budismo pré-sectário, que refere-se aos ensinamentos e oranizações e estruturas monásticas, fundadas por Gautama Buddha.
- às Escolas do budismo inicial, nas quais o budismo pré-sectário se dividiu.

O período pré-sectário do budismo durou até cem anos após o falecimento de Gautama Buddha. As várias separações dentro da organização monástica, se deu junto com a introdução e ênfase na literatura abhidharmika. Tal literatura era específica de cada escola. Argumentos e disputas entre as escolas eram geralmentes baseados nos escritos do abhidharma. Entretanto, as cisões de fato eram originalmente baseadas em discordâncias sobre o vinaya (a disciplina monástica) apesar de, mais tarde (por volta de 100 d.C. ou antes), elas podiam se basear em discordâncias doutrinárias. O budismo pré-sectário, entretanto, não possuía escritos do abhidharma, exceto talvez em algumas estruturas básicas.
Vários séculos depois do advento do budismo maaiana (no século V d.C.), as escolas do budismo inicial adentraram um período de declínio na Índia, enquanto que o budismo maaiana tornou-se mais forte. Xuanzang, o peregrino chinês do século VII reporta, entretanto, que os budistas não-maaiana ainda mantinham-se como uma maioria substancial na Índia daquela época e provavelmente isto manteve-se verdadeiro até o final do budismo na Índia.
| Cronologia: Desenvolvimento e propagação das tradições budistas (ca. 450 a.C. – ca. 1300 d.C.).    |                         |                             |                             |                                         |                                         |                                         |                                         |                                         |                  |                  |                  |
| |                         |                             |                             |                                         |                                         |                                         |                                         |                                         |                  |                  |                  |
| | 450 a.C.                | 450 a.C.                    | 250 a.C.                    | 100 d.C.                                | 100 d.C.                                | 500 d.C.                                | 500 d.C.                                | 700 d.C.                                | 800 d.C.         | 800 d.C.         | 1200 d.C.        |
| |                         |                             |                             |                                         |                                         |                                         |                                         |                                         |                  |                  |                  |
| Índia                                                                                              | Sanga inicial           |                             |                             |                                         |                                         |                                         |                                         |                                         |                  |                  |                  |
| Índia                                                                                              | Sanga inicial           | Escolas iniciais do Budismo | Escolas iniciais do Budismo | Escolas iniciais do Budismo             | Escolas iniciais do Budismo             | Mahayana                                | Mahayana                                | Vajrayana                               | Vajrayana        | Vajrayana        |                  |
| Índia                                                                                              | Sanga inicial           | Escolas iniciais do Budismo | Escolas iniciais do Budismo | Escolas iniciais do Budismo             | Escolas iniciais do Budismo             |                                         |                                         |                                         |                  |                  |                  |
| Índia                                                                                              | Sanga inicial           |                             |                             |                                         |                                         |                                         |                                         |                                         |                  |                  |                  |
| Índia                                                                                              | Sanga inicial           |                             |                             |                                         |                                         |                                         |                                         |                                         |                  |                  |                  |
| |                         |                             |                             |                                         |                                         |                                         |                                         |                                         |                  |                  |                  |
| Sri Lanka & Sudeste Asiático                                                                       |                         |                             | Budismo Teravada            | Budismo Teravada                        |                                         |                                         |                                         |                                         |                  |                  |                  |
| Sri Lanka & Sudeste Asiático                                                                       |                         |                             |                             |                                         |                                         |                                         |                                         |                                         |                  |                  |                  |
| Sri Lanka & Sudeste Asiático                                                                       |                         |                             |                             |                                         |                                         |                                         |                                         |                                         |                  |                  |                  |
| |                         |                             |                             |                                         |                                         |                                         |                                         |                                         |                  |                  |                  |
| Ásia Central                                                                                       |                         |                             | Greco-Budismo               | Greco-Budismo                           | Greco-Budismo                           | Greco-Budismo                           |                                         | Budismo Tibetano                        | Budismo Tibetano | Budismo Tibetano | Budismo Tibetano |
| Ásia Central                                                                                       |                         |                             |                             |                                         |                                         |                                         |                                         | Budismo Tibetano                        | Budismo Tibetano | Budismo Tibetano | Budismo Tibetano |
| Ásia Central                                                                                       | Budismo da Rota da Seda |                             |                             |                                         |                                         |                                         |                                         | Budismo Tibetano                        | Budismo Tibetano | Budismo Tibetano | Budismo Tibetano |
| |                         |                             |                             |                                         |                                         |                                         |                                         |                                         |                  |                  |                  |
| Extremo Oriente                                                                                    |                         |                             |                             | Chán, Tendai, Terra Pura, Zen, Nichiren | Chán, Tendai, Terra Pura, Zen, Nichiren | Chán, Tendai, Terra Pura, Zen, Nichiren | Chán, Tendai, Terra Pura, Zen, Nichiren | Chán, Tendai, Terra Pura, Zen, Nichiren | Shingon          | Shingon          | Shingon          |
| Extremo Oriente                                                                                    |                         |                             |                             | Chán, Tendai, Terra Pura, Zen, Nichiren | Chán, Tendai, Terra Pura, Zen, Nichiren | Chán, Tendai, Terra Pura, Zen, Nichiren | Chán, Tendai, Terra Pura, Zen, Nichiren | Chán, Tendai, Terra Pura, Zen, Nichiren |                  |                  |                  |
| |                         |                             |                             |                                         |                                         |                                         |                                         |                                         |                  |                  |                  |
| | 450 a.C.                | 450 a.C.                    | 250 a.C.                    | 100 d.C.                                | 100 d.C.                                | 500 d.C.                                | 500 d.C.                                | 700 d.C.                                | 800 d.C.         | 800 d.C.         | 1200 d.C.        |
| \| \| Legenda: \| \| = Tradição Teravada \| \| = Tradições Mahayana \| \| = Tradições Vajrayana \| |                         |                             |                             |                                         |                                         |                                         |                                         |                                         |                  |                  |                  |
| | Legenda:                |                             | = Tradição Teravada         |                                         | = Tradições Mahayana                    |                                         | = Tradições Vajrayana                   |                                         |                  |                  |                  |